# Jakub Godaczewski
Jakub Godaczewski herbu Gozdawa – sędzia ziemski trocki, poseł trocki na sejm grodzieński (1793).
Ostro występował przeciwko ratyfikacji zaboru pruskiego. 23 września 1793 roku należał do posłów, protestujących przeciwko kontynuowaniu obrad do czasu uwolnienia posłów aresztowanych przez dyplomatę rosyjskiego.